# Чорновол Володимир Микитович
Чорновол Володимир Микитович (1921 — 2022) — вчитель сільської школи, праведник народів світу. У роки Шоа (Голокосту) врятував єврейського пілота Григорія Ланцмана під час Німецько-радянської війни.
Народився в с.Водяна Кіровогр.обл.01.09.1921. Помер 27.12.2022 в с.Косівка. Закінчив педагогічний технікум в Бердичеві. Навчався в Кіровоградському педінституті. Факультет філологічний,відділення російська мова та література. Працював на Кіровоградщині в сільських школах. В с.Куколівка, Диківка, Спасово, Косівка.

## Біографія
Володимир Чорновол народився в 1921 році у селі Водяне, Добровеличківського району, Кіровоградської області. У 1930 р.
його сім'я - заможні селяни - були вислані Радами до Сибіру, а їхнє майно було конфісковано. Після смерті батьків Володимир
виховувався у дитячому будинку. Напередодні війни він закінчив
учительські курси та почав працювати у сільській школі, що на
Житомирщині. Після того, як німці окупували Україну, Чорновол
вирішив повернутися на батьківщину. Дорогою додому він
познайомився з молодим хлопцем - своїм ровесником, який
представився Грицем. Новий знайомий був побіжним військовополоненим і тримав напрямок на схід. 
Багато днів вони йшли окупованою територією разом, а коли настав час розлучатися, Гриць раптом зізнався, що він єврей - Григорій Ланцман. У німецькому полоні він бачив, як німці закатували у таборі для військовополонених його одноплемінників. Його самого врятувала дуже типова для єврея зовнішність і те, що інші бранці не видали його. Після втечі Григорію знову пощастило – він зустрів Чорновола, який своєю присутністю створював йому «прикриття», і тепер він боявся залишитись наодинці, адже визначити, що він єврей, було дуже просто. Чорновіл пошкодував свого попутника і запропонував йому вирушити разом у Водяне. Його родину пам'ятали у селі. Чорновол зажадав від правління колгоспу, яке розташувалося у будинку його батьків, звільнити приміщення і вселився туди сам. Гриця він представив як друга по дитячому будинку.
Зі спогадів Володимира Чорновола:
«Ми придумали легенду, що познайомилися в дитячому будинку, що його родина теж була розкуркулена, а батьків вислали в Сибір. Я вивчився на вчителя, а Григорій закінчив школу фабрично-заводського учнівства і працював слюсарем на заводі в Житомирі. Документи він у паніці загубив, коли німці бомбили місто. Завчили цю історію і так усім її розповідали… Гриць гарно говорив українською, що теж не викликало підозр, що він єврей… Секретар видав нам документ – Ausweis. Так з’явився Григорій Коваленко…».
Сільський староста повірив йому, проте попросив зареєструватися у районній владі. Так Ланцман отримав документ – довідку з ім'ям Григорія Коваленка. Так він і жив під одним дахом із Чорноволом, працював на сільськогосподарських роботах і вів звичайний для сільського хлопця спосіб життя, поки восени 1943-го не схопили його під час облави на місцеву молодь, щоб відправити всіх на примусові роботи до Німеччини. З групою людей Ланцмана було доставлено на збірний пункт до Миколаєва, звідки йому знову вдалося втекти. Через кілька днів він знову з'явився у Водяному, ослаблений довгою дорогою та голодом.  Надалі Володимиру довелося ретельно переховувати друга й періодично давати хабарі поліцаям, бо хтось у селі доповів окупаційній владі, що Григорій – єврей.
Зі спогадів Володимира Зеленського, сусіда:
«…Якось Чорновол і Коваленко були у нас вдома. Несподівано увірвалося троє німецьких солдатів напідпитку. Один із них відразу вказав на Гриця: “Юде!”. Ситуацію врятував Володимир, який злегка володів німецькою мовою. Він пояснив німцеві, що не всі чорняві можуть бути євреями і що так жартувати не можна. Володя дав їм самогону та їжі, й задоволені німці пішли геть…».
Після вигнання гітлерівців із села в березні 1944 р. Григорія Ланцмана повторно мобілізували, і він одразу потрапив у штрафбат, де мав «спокутувати провину» перебування в полоні та на окупованій території. Після першого поранення його поновили в офіцерському званні, дозволили літати. Війну закінчив у м. Будапешт.
Його батько, сестра та інші родичі загинули під час окупації. 
Володимир Чорновол продовжив працю на освітянській ниві. У 1946 р., коли українські села потерпали від голоду, змушений був їхати до Києва на заробітки. І тоді вже Григорій прихистив свого рятівника у київському помешканні на вулиці Костьольній. Чорновол залишався найближчим другом Григорія до кінця його життя.

## Педагогічні роки
Чорновіл Володимир Микитович до 1941р. загальний стаж педагогічної роботи 3(три) роки: працював учителем у Червоноармійському р-ні Житомерської обл.в с.Тетерка та с.Неборівка з 15.08.1938р. по 15.08.1941р. З 10.08 1944р. по 11 серпня 1946р. працював учителем у Ново-Лутківській ЗОШ Добровеличківського р-ну Кіровоградської обл. З 1 вересня 1946р. п'ять років працював учителем у с.Зелене та с.Федосіївка Компанієвського р-ну Кіровоградської обл. учителем та завучем цих шкіл. З 1951р. працював два роки працював учителем та завучем Диківської СШ Знам'янського р-ну Кіровоградської обл.З 20.08 1953р. два роки працював учителем та завучем Куколівської СШ Червонокам'янського р-ну Кіровоградської обл. З 1955р. на посаді вчителя та завуча Спасівської СШ Новгородківського р-ну Кіровоградської обл. З 1964р. в Косівській СШ учителем і завучем, а з 22.08.1969р. на посаді директора цієї школи. Працював у цій школі до 1991 р. У всіх школах крім російської мови та літератури викладав ще й німецьку мову.

## Останній шлях
27.12.2022 року у селі Косівка Олександрійського району Кіровоградської області помер Праведник народів світу Володимир Чорновол, йому був 101 рік.

3 вересня 2022 року Володимиру Чорноволу виповнився 101-рік. Чоловік дуже вболівав за Україну. Постійно дивився телебачення, був у курсі усіх подій. Говорив, що німці ніколи не були такими жорстокими до населення, як російські солдати. Зі слів Наталії Кузик, ввечері 26 грудня у батька погіршилось самопочуття.
 "Ще в обід він був у гарному настрої, все було добре. А о 20:00 підвищився тиск, боліла голова та почалася рвота. Останні 30 років у нього була гіпертонія. Я дала йому пігулки і наче все нормалізувалось. Ми з чоловіком говорили, що він поправиться, але батько відповів, що це вже кінець. Вночі йому стало гірше і вранці 27 грудня він помер. Лікарка сказала, що це був інсульт".
Поховали Володимира Чорновола у рідному селі Косівка 29 грудня 2022 року.

## Відзнаки
10 листопада 1996 року ізраїльський Меморіальний комплекс Яд ва-Шем відзначив Володимира Чорновола почесним званням «Праведник народів світу».
У світі налічується понад 24 тисячі людей, удостоєних такого звання. В Україні близько 2,5 тисяч. У Кіровоградській області – Володимир Микитович – єдиний. Він отримав у посольстві Ізраїлю в Україні 1996 року. На медалі «Праведник світу» вибито ім'я та прізвище Володимира Чорновола. Нагороду прикрашають два написи на ідиші: «З вдячністю від єврейського народу» та «Хто рятує одне життя – рятує весь світ».